# F.C. Südtirol

Logo cũ (đến năm 2016)

Fußball Club Südtirol, được gọi là Südtirol ở Ý, ít phổ biến hơn là Alto Adige trong nước Ý và Nam Tyrol bên ngoài Ý, là một câu lạc bộ bóng đá Ý, có trụ sở tại thành phố Bolzano, thuộc tỉnh tự trị Nam Tirol. Câu lạc bộ trước đây được biết đến với cái tên song ngữ FC Südtirol - Alto Adige.

## Lịch sử
Đầu những năm 90, ý tưởng đưa bóng đá chuyên nghiệp trở lại South Tyrol, bởi vì từ những năm 80 với FC Bolzano, đội bóng South Tyrolean không chơi nhiều hơn trong một giải đấu chuyên nghiệp. Các cuộc đàm phán để tiếp quản FC Bolzano đã thất bại. Một nhóm doanh nhân Nam Tyrolean sau đó đã tiếp quản SV Milland, vốn đang gặp khó khăn về tài chính. SV Milland (có trụ sở tại quận Brixen) đã chơi trước khi mua lại trong mùa giải 1994/95 ở khu vực Eccellenza, nhưng đã xuống hạng sau mùa giải vào Promozione.

### 1995-2000: Trong các giải đấu nghiệp dư
Đội được đổi tên thành FC SüdtirolTHER Alto Adige vào năm 1995; Alto Adige là tên tiếng Ý của tỉnh trong khi Südtirol là tên gốc tiếng Đức. Câu lạc bộ bắt đầu mùa giải đầu tiên vào năm 1995 tại Promozione khu vực (sau đó vẫn là giải đấu cao thứ bảy ở Ý). Việctthhănngg hạng ngay lập tức đến Eccellenza đã đạt được. Cũng trong giải đấu này, đội ngay lập tức đạt được vị trí đầu tiên. Từ mùa giải 1997/98, câu lạc bộ đã chơi ở giải quốc gia Serie D (V). Mỗi mùa, FC Südtirol đã có thể cải thiện và đạt được vào năm 2000, sau đó dưới thời HLV Giuseppe Sannino, thăng hạng lên Serie C2 (IV), giải đấu chuyên nghiệp thấp nhất.

### 2000-2010: FC Südtirol ở Serie C2 (IV)
Năm 2000, công ty hợp nhất thành Fußballclub Südtirol Srl, do đó trở thành FC Südtirol và chuyển đến Bolzano 
(mặc dù nó được đặt hợp pháp tại Brixen cho đến năm 2011 ). Câu lạc bộ đã có thể thành lập nhanh chóng trong giải đấu chuyên nghiệp. Mục đích của câu lạc bộ là hiện thực hóa việc thăng hạng vào Serie C1 càng sớm càng tốt. Đội đã thất bại trong các mùa giải sau mỗi lần vào vòng play-off. FC Südtirol gặp khó khăn về tài chính và sau đó đặt nhiều hơn vào đội trẻ. Ngay trước khi kết thúc mùa giải 2008/09, huấn luyện viên trẻ Alfredo Sebastiani đã tiếp quản đội một. Với anh ấy, câu lạc bộ có thể tránh được sự xuống hạng trong trận play- off với Valenzana Calcio. Dưới thời Sebastiani, đội đã chiến thắng vào năm 2009/10 lần đầu tiên thăng hạng lên Serie C1 (III), bằng cách kết thúc mùa giải ở vị trí đầu tiên.

### 2010 đến ngày nay: giải hạng ba của Ý
Trong mùa giải 2010-11 Lega Pro Prima Divisione, Südtirol đã xuống hạng Lega Pro Seconda Divisione sau khi thua trận "play-out", nhưng vào ngày 4 tháng 8 năm 2011 đã được chuyển đến Lega Pro Prima Divisione để lấp chỗ trống.
Trong mùa giải tiếp theo, câu lạc bộ đã thuê Giovanni Stroppa, người lúc đó là huấn luyện viên trẻ của Milan. Đội đã suýt bỏ lỡ các trận play-off thăng hạng. Với màn trình diễn tốt, những cầu thủ như Manuel Fischnaller và Alessandro Iacobucci đã chuyển đến Serie B. Sau mùa giải Stroppa trở thành Huấn luyện viên của câu lạc bộ Serie A, Pescara.
Trong mùa giải 2012-13 Lega Pro Prima Divisione, đội được huấn luyện bởi Stefano Vecchi. Với anh ấy, đội đã có thể đạt đến vòng playoff thăng hạng lên giải ba Ý lần đầu tiên trong lịch sử câu lạc bộ. Trong trận bán kết play-off, đội đã bị loại bởi Carpi, đội cuối cùng đã thăng hạng. Trong mùa giải tiếp theo, Vecchi được Carpi thuê.
Mùa giải 2013-14 bắt đầu với Lorenzo D'Anna với tư cách là huấn luyện viên, người trước đây là huấn luyện viên của Chievo. Theo anh, đội có thể ghi năm điểm trong năm trận đầu tiên, điều đó không đủ cho tham vọng thăng hạng của câu lạc bộ. Họ đã thay đổi huấn luyện viên và thuê Claudio Rastelli từ Bolzano. Trong suốt mùa giải, đội đã có thể thắng thế tốt hơn và cuối cùng đã đạt được vị trí thứ ba của bảng. Điều đó có nghĩa là kết quả tốt nhất của lịch sử câu lạc bộ và thành tích lặp lại của trận play-off. Ở tứ kết, đội có thể thắng Como trên chấm phạt đền. Trong trận bán kết, Cremonese đã bị đánh bại sau hai chặng. Vòng cuối cùng để thăng hạng lên Serie B đã thua Pro Vercelli.

## Màu sắc và huy hiệu

### Màu sắc
Màu của đội là trắng và đỏ. Với những màu sắc này, câu lạc bộ cho thấy sự gần gũi với Tỉnh South Tyrol và thành phố Bolzano, nơi cũng có màu trắng và đỏ trên áo của họ. Theo truyền thống, áo sân nhà của câu lạc bộ có màu trắng. Hầu hết thời gian đội chơi đi với áo đỏ, nhưng họ cũng có thể là màu đen trong các mùa khác.

### Huy hiệu
Logo hiện tại của hiệp hội là một hình thức hơi khác của huy hiệu được sử dụng kể từ khi câu lạc bộ được thành lập vào năm 1995 đến 2016. Trong số những thứ khác, chữ "Alto Adige" đã bị xóa. Logo của đội là một huy hiệu hình tròn với hoa văn kim cương trắng đỏ và một quả bóng đá bên trong. Logo được khoanh tròn với dòng chữ "FC Südtirol" (thuật ngữ tiếng Đức của "FC South Tyrol") và "Bolzano - Bozen". So với huy hiệu trước đó, mẫu kim cương đã được đổi mới và màu đỏ hơi tối.

## Cầu thủ

### Đội hình hiện tại
Tính đến ngày 1/2/2024
Ghi chú: Quốc kỳ chỉ đội tuyển quốc gia được xác định rõ trong điều lệ tư cách FIFA. Các cầu thủ có thể giữ hơn một quốc tịch ngoài FIFA.
| Số | VT | Quốc gia | Cầu thủ                               |
| -- | -- | -------- | ------------------------------------- |
| 1  | TM | Ý        | Giacomo Poluzzi                       |
| 2  | HV | Ý        | Filippo Scaglia                       |
| 3  | HV | Ý        | Andrea Cagnano                        |
| 4  | TV | Ý        | Tommaso Arrigoni (mượn từ Como)       |
| 5  | HV | Pháp     | Kevin Vinetot                         |
| 8  | TV | Ý        | Alessandro Mallamo (mượn từ Atalanta) |
| 9  | TĐ | Ý        | Emanuele Pecorino (mượn từ Juventus)  |
| 11 | TV | Ý        | Riccardo Ciervo (mượn từ Sassuolo)    |
| 12 | TM | Ý        | Giacomo Drago                         |
| 15 | TV | Ý        | Jérémie Broh (mượn từ Palermo)        |
| 17 | TV | Ý        | Daniele Casiraghi                     |
| 18 | TĐ | Ý        | Matteo Rover                          |
| 21 | TV | Ý        | Fabian Tait                           |
| 22 | TM | Ý        | Stefan Alex Dregan                    |

| Số | VT | Quốc gia | Cầu thủ                                |
| -- | -- | -------- | -------------------------------------- |
| 23 | TĐ | Ý        | Nicola Rauti (mượn từ Torino)          |
| 24 | HV | Ý        | Simone Davì                            |
| 26 | TĐ | Ý        | Andrea Cisco                           |
| 27 | TV | Slovenia | Jasmin Kurtić                          |
| 28 | HV | Ý        | Raphael Kofler                         |
| 30 | HV | Ý        | Andrea Giorgini                        |
| 33 | TĐ | Albania  | Silvio Merkaj                          |
| 42 | TV | Bỉ       | Daouda Peeters (mượn từ Juventus)      |
| 55 | HV | Ý        | Andrea Masiello                        |
| 77 | TV | Ý        | Lorenzo Lonardi                        |
| 79 | TV | Ý        | Salvatore Molina                       |
| 90 | TĐ | Ý        | Raphael Odogwu                         |
| 94 | HV | Maroc    | Hamza El Kaouakibi (mượn từ Benevento) |

### Cho mượn
Ghi chú: Quốc kỳ chỉ đội tuyển quốc gia được xác định rõ trong điều lệ tư cách FIFA. Các cầu thủ có thể giữ hơn một quốc tịch ngoài FIFA.
| Số | VT | Quốc gia | Cầu thủ                                    |
| -- | -- | -------- | ------------------------------------------ |
| —  | HV | Ý        | Giuseppe Cuomo (tại Vicenza đến 30/6/2024) |
| —  | HV | Ý        | Marco Curto (tại Como đến 30/6/2024)       |
| —  | HV | Ý        | Luca Ghiringhelli (tại SPAL đến 30/6/2024) |
| —  | HV | Ý        | Jonas Heinz (tại Fermana đến 30/6/2024)    |

| Số | VT | Quốc gia | Cầu thủ                                                          |
| -- | -- | -------- | ---------------------------------------------------------------- |
| —  | HV | Albania  | Cristian Shiba (tại Recanatese đến 30/6/2024)                    |
| —  | HV | Ý        | Alessandro Vimercati (tại Renate đến 30/6/2024)                  |
| —  | TV | Ý        | Francesco Di Tacchio (tại Ascoli đến 30/6/2024, mượn từ Ternana) |
| —  | TV | Ghana    | Shaka Mawuli (tại Arezzo đến 30/6/2024)                          |

## Cơ sở hạ tầng

### sân vận động

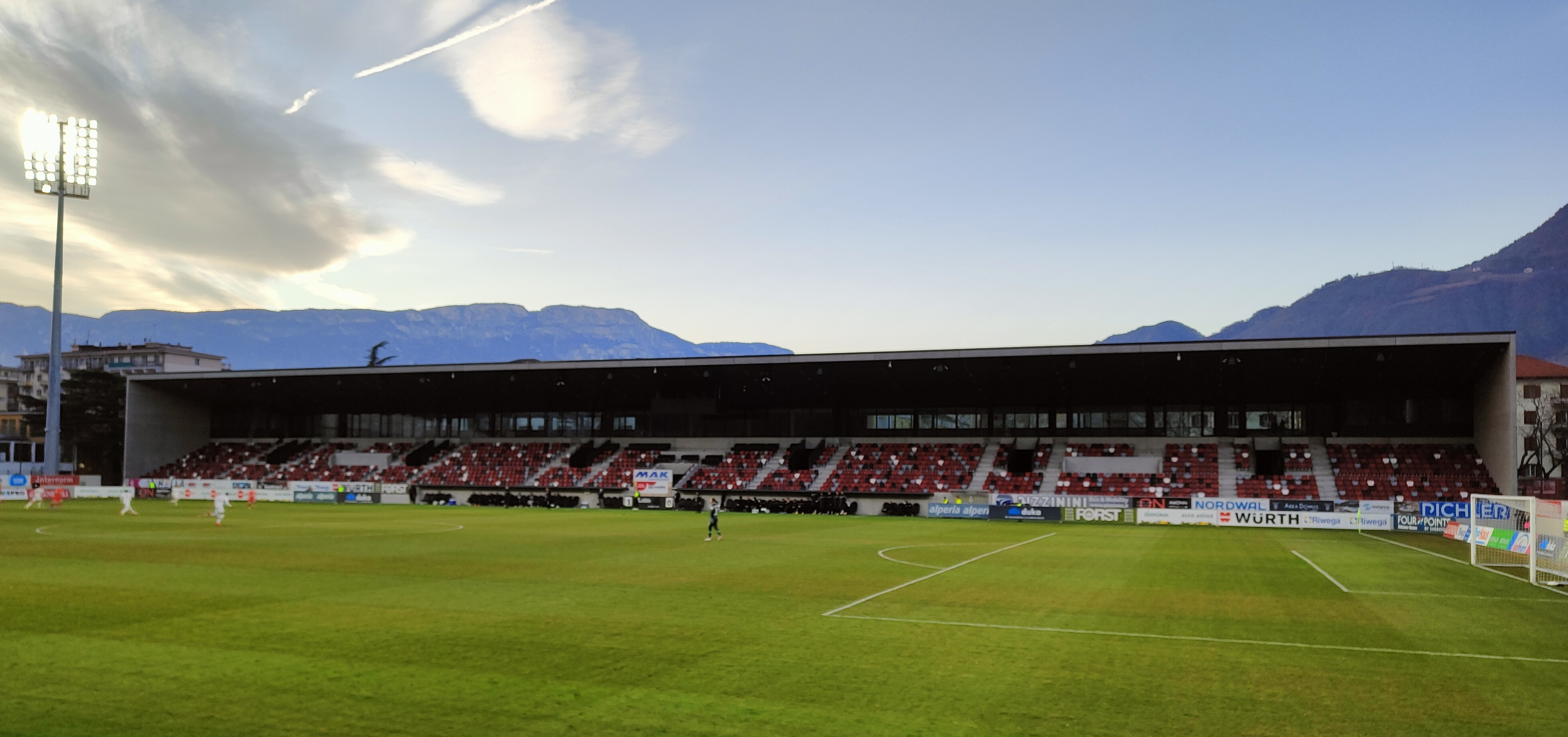
Sân vận động Drusus ở Bolzano.

Các trận đấu trên sân nhà của FC Südtirol sẽ được chơi trên sân vận động Drusus ở Bolzano. Ngôi nhà của câu lạc bộ được đặt theo tên của Nero Drusus, một vị tướng La Mã. Nó được xây dựng vào năm 1936. Sân vận động có sức chứa 3.000 khán giả. Nó đã được cải tạo vào năm 2000 để chơi các trận đấu chuyên nghiệp. Sân vận động Drusus có một nhánh chính và đối diện.  Nó được lên kế hoạch hiện đại hóa sân vận động và tăng sức chứa lên tới 5.400 khán giả để đáp ứng các tiêu chuẩn của Serie C. Trong trường hợp thăng hạng lên Serie B, việc mở rộng sân vận động lên 10.000 khán giả cũng được đưa vào. Ngoài ra, các hộp VIP, một nhà hàng, một số quán bar và một cửa hàng quạt được lên kế hoạch. Sân vận động sẽ được xây dựng lại thành một sân vận động bóng đá thuần túy và do đó, sân điền kinh cũng sẽ bị loại bỏ.

### Trung tâm FCS

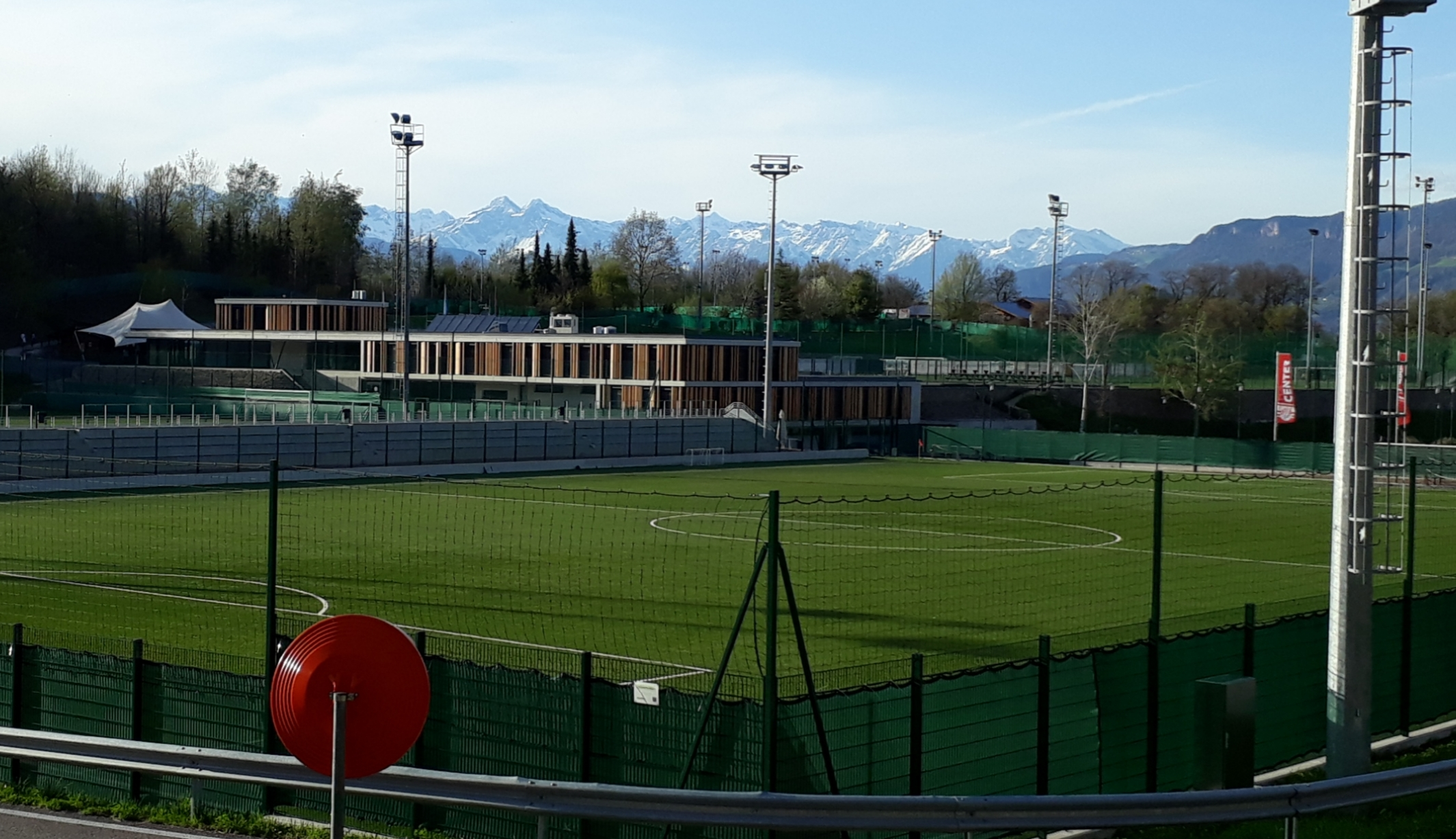
Trung tâm FCS ở Eppan, gần Bolzano.

Trung tâm FCS là trung tâm đào tạo của đội tại Eppan, gần Bolzano. Năm 2015, các khu vực đào tạo đã được hoàn thành và bao gồm hai sân cỏ tự nhiên, hai sân cỏ nhân tạo và một sân cỏ nhân tạo nhỏ khác. Trung tâm dịch vụ đã được khai trương vào năm 2018 và cung cấp các câu lạc bộ thay đổi phòng, văn phòng, phòng tập thể dục với bộ phận y tế, phòng họp, nhà hàng và cửa hàng quạt. Trong trung tâm đào tạo cũng tổ chức giải vô địch của các đội trẻ quốc gia của FC Südtirol.  Năm 2010, trung tâm huấn luyện là trại huấn luyện của đội tuyển bóng đá quốc gia Đức để chuẩn bị cho World Cup ở Nam Phi. Năm 2018, đội tuyển quốc gia Đức sử dụng lại trung tâm để chuẩn bị cho World Cup ở Nga.